# Euphorbia centunculoides
Euphorbia centunculoides är en törelväxtart som beskrevs av Carl Sigismund Kunth. Euphorbia centunculoides ingår i släktet törlar, och familjen törelväxter. Inga underarter finns listade i Catalogue of Life.